# Napholcz Pál
Napholcz Pál SJ (máshol: Napholz Pál) (Szakasz, 1901. december 31. – Kassa, 1943. április 13.) kinevezett, de fel nem szentelt püspök, a Szatmári római katolikus egyházmegye kinevezett főpásztora, jezsuita tartományfőnök.

## Pályafutása
Szatmárnémetiben érettségizett, 1918. július 14-én belépett a Jézus Társaságába. Krakkóban és Leuvenben tanult, teológiai doktorátust szerzett 1928-ban. Ezt követően Krakkóban működött. 1933-ban hazatért, Szatmárnémetiben volt hitszónok. 1935. augusztus 15-én tett fogadalmat, és még ebben az évben házfőnök és plébános lett Kolozsmonostoron.
1940. július 23-án kinevezték az egyesített szatmár-nagyváradi egyházmegye püspökévé, de az augusztus 30-i második bécsi döntés nyomán megváltozott helyzetre hivatkozva a Szentszékre bízta kinevezésének kérdését. Decemberben XII. Piusz pápa elfogadta lemondását, hozzájárult, hogy ne szenteltesse magát püspökké,az 1930-ban egyesített egyházmegyéket pedig újra szétválasztotta.
1941-től a budapesti Manréza rektora, 1942 júliusától a jezsuita rendtartomány főnöke volt. A kassai rendház meglátogatásakor megbetegedett, és hirtelen meghalt.
| Előde: Márton Áron (apostoli adminisztrátor) | kinevezett Szatmár-Nagyváradi római katolikus püspök 1940 | Utóda: Scheffler János |

## Művei
- A Hara család titka. Elbeszélés Japánból; Huonder után átdolg. Napholcz Pál; A Szív, Bp., 1927 (A Szív regénytára)
- Szűz Mária a Jézustársaság anyja és királynője. Uo., 1943. 88-B.L.B.[1]